# Tiercelet
Tiercelet – miejscowość i gmina we Francji, w regionie Grand Est, w departamencie Meurthe i Mozela.
Według danych na rok 1990 gminę zamieszkiwało 538 osób, a gęstość zaludnienia wynosiła 70 osób/km² (wśród 2335 gmin Lotaryngii Tiercelet plasuje się na 568. miejscu pod względem liczby ludności, natomiast pod względem powierzchni na miejscu 772.).